# Saint-Pierre-Bellevue
Saint-Pierre-Bellevue è un comune francese di 243 abitanti situato nel dipartimento della Creuse nella regione della Nuova Aquitania.

## Società

### Evoluzione demografica
Abitanti censiti